# Munizip Wadi al-Haya
Wadi al-Haya (arabisch وادي الحياة, DMG Wādī al-Ḥayā) ist ein Munizip, das im Zentrum der Libysch-Arabischen Republik liegt. Der Hauptort ist Ubari mit 24.918 Einwohnern.

## Geographie
Die Lebensgrundlage des Gebietes ist vor allem ein unterirdischer Fluss gleichen Namens, dessen Grundwasser nahe genug der Oberfläche liegt, um gefördert zu werden. Im gesamten Gebiet von Wadi al-Haya leben 72.587 Menschen (Stand 2003) auf einer Fläche von insgesamt 31.890 km². Im Jahre 2006 waren es 76.858 Menschen. Das Munizip besitzt folgende Grenzen zu den anderen Munizipien:
- Munizip Wadi asch-Schati’ – Norden
- Munizip Sabha – Osten
- Munizip Murzuq – Süden
- Munizip Ghat – Westen

Bei der libyschen Verwaltungsreform 2007 blieb das Munizipalgebiet unberührt.